# MOMOTV
台灣優視媒體科技股份有限公司（英語：Taiwan Win TV Media CO., Ltd.，簡稱：MOMOTV），是屬於富邦集團所經營的數位電視，於2010年9月15日成立，2011年7月12日開始試播。成立初期由富邦金控董事長蔡明忠個人投資持股55%，中視、民視、三立各持股15%，現今則已由母集團凱擘完全持有。目前經營MOMO綜合台。

## 歷史
- 2010年9月15日，「台灣優視媒體科技股份有限公司」成立。
- 2011年7月12日，台灣優視媒體科技舉行WinTV開台記者會並同步進行試播，希望加速國內本土自製頻道節目加速數位化，並計畫與中國大陸合拍戲劇，提高自製率[3]。
- 2018年1月31日，宣布取得中華職棒富邦悍將賽事3年轉播權，自此中華職棒4隊皆有各自的製播單位[2]。
- 2018年9月4日，第16季超級籃球聯賽確定轉播權，招標結果由Win TV得標，簽下一季轉播合約[6]。
- 2019年7月1日，Win綜合台更名為「MOMO綜合台」，Win戲劇台更名為「MOMO追劇台」[7]。
- 2019年7月12日，台灣優視媒體科技舉行MOMO TV發表會，前臺灣電視公司新聞部經理李四端掛名董事長。
- 2020年6月18日，Win兒童台停播[8]。
- 2020年7月12日，於官方臉書粉絲團宣布今年初中國電視公司停播的外製節目《MIT台灣誌》新一季將在MOMO TV播出，並於8月12日由董事長李四端親自召開記者會介紹，於8月19日正式播出。其中即使轉換電視台，但仍維持18年的節目名稱，並延續907集續播，為台灣電視史上首見。[9][10]
- 2021年7月1日，MOMO追劇台停播。

## 旗下頻道

### MOMO綜合台
原名台灣HD綜合台，台標及部分登記名稱為「Win綜合台」。2011年7月15日開播，目前定頻於凱擘系統第75台、北都有線電視第83台、台灣寬頻通訊第75台、世新有線電視第71台、天外天有線電視第117台、新北市有線電視第98台、中嘉網路系統第117台、大台中數位有線電視第114台。開播時號稱國內第一個自製高畫質頻道。目前節目多購自民間全民電視公司或八大電視，2018年取得中華職棒球隊富邦悍將轉播權。2021年1月，定頻至第75台，承接ELEVEN SPORTS 1遷移至第73台後的位置。2024年7月16日上架中華電信MOD 322頻道。
政論節目
黃暐瀚與高嘉瑜所主持的《我要當選》於2019年3月7日播出至09月或10月電視為止，目前電視無已播出、改由Youtube播出。

## 已停播頻道

### MOMO追劇台
原名台灣HD戲劇台，台標及部分登記名稱為「Win戲劇台」。2013年5月6日開播，2021年7月1日停播。曾定頻於凱擘系統第201台、台灣寬頻通訊第201台、世新有線電視第277台。

### 台灣HD兒童台
台標及部分登記名稱為「Win兒童台」。2013年5月6日開播，2020年6月18日停播。曾定頻於凱擘系統第202台、台灣寬頻通訊第255台、世新有線電視第278台。節目多與同為富邦集團的MOMO親子台共享資源。

## 主要轉播賽事
- 中華職業棒球大聯盟（CPBL）
  - 富邦悍將隊主場賽事（2018年–）
  - 統一7-ELEVEn獅主場賽事（2020年–2024年）
  - 台鋼雄鷹主場賽事（2025年–）
- 紐約馬拉松（2019─）
- 台北馬拉松（2018─）
- 中華職棒二軍季賽（2018年）
- 爆米花棒球聯盟季後賽（2020年1月–）
- 日本職棒阪神虎隊主場比賽（2021年–2022年）
- 超級籃球聯賽（2018年–2019年）
- 東南亞職業籃球聯賽臺北富邦勇士主客場比賽（2019年–2020年）
- 國家美式足球聯盟季後賽（2019年–2020年）
- P. LEAGUE+（2020年–2024年）
- 台灣職業籃球大聯盟（2024年–）
- 大專校院籃球運動聯賽(2020年)
- 大專棒球聯賽（2021年）
- 大專排球聯賽（2021年–）

## 台灣主播群

### 體育主播
- 田鴻魁
- 錢定遠
- 簡政光
- 楊正磊
- 楊博智
- 陳瑤琦
- 吳大維（東南亞職業籃球聯賽英文特約主播）

## 台灣主持群

### 主持人
- 黃暐瀚
- 高嘉瑜
- 李四端

## 外部連結
- 官方网站
- 台灣優視MOMOTV的Facebook專頁
- MOMOTV的Instagram帳戶
- YouTube上的MOMOTV綜合台頻道
- Momo Sports的Twitch频道